# Jegor Gajdar
Jegor Timurovič Gajdar (rusko Его́р Тиму́рович Гайда́р), ruski ekonomist, politik in pisec, * 19. marec 1956, Moskva, Sovjetska zveza, † 16. december 2009, Odincovo, Rusija.
V obdobju med 15. junijem in 14. decembrom 1992 je bil vršilec dolžnosti predsednika vlade Ruske federacije. 
Znan je bil kot avtor kontroverzne reformske šok terapije, ki so jo v Rusiji izpeljali v devetdesetih letih dvajsetega stoletja, kmalu po razpadu Sovjetske zveze. Zaradi svoje vloge pri ekonomskih reformah je bil po eni strani zelo cenjen, po drugi strani pa tudi močno kritiziran. Mnogi Rusi v njem namreč še danes vidijo osebo, odgovorno za ekonomsko stisko, ki je državo zajela v devetdesetih letih dvajsetega stoletja in ki se je navzven, med drugim, kazala tudi v množični bedi in hiperinflaciji. Po drugi strani pa so ga (neo-)liberalci cenili kot človeka, ki je bil dovolj močan, da izvede nekatere gospodarske reforme in dovolj odločen storiti tisto, kar je bilo nujno potrebno, da je očuval deželo pred popolnim ekonomskim razpadom. Jeffrey Sachs, direktor Earth Institute z Univerze Columbia, ki je v zgodnjih devetdesetih letih v Rusiji deloval kot ekonomski svetovalec, je Gaidarja opisal kot »intelektualnega voditelja mnogih ruskih političnih in ekonomskih reform« in kot »eno od ključnih oseb« tistega časa.
Jegor Gajdar je umrl 16. decembra 2009 za posledicami pljučnega edema, ki je nastopil zaradi srčne kapi.

## Osebno življenje
Jegor Gajdar se je rodil leta 1956 v Moskvi v tedanji Sovjetski zvezi, materi Ariadni Bezhovi in vojaškemu dopisniku Pravde Timurju Gajdarju. Njegov oče se je med invazijo v Prašičjem zalivu na Kubi leta 1961 boril na strani kubanskih revolucionarnih sil in je bil osebni prijatelj Raula Castra, brata Fidela Castra. Prav obisk Kube, na katero ga je komaj sedemletnega s seboj odpeljal oče, naj bi pri Gajdarju povzročil zanimanje za ekonomijo. Kuba je imela že v šestdesetih letih dvajsetega stoletja resne ekonomske težave oziroma kot je opazil mali Gajdar, težave v uravnoteženju ponudbe in povpraševanja. Gajdar sicer izvira iz znane ruske pisateljske družine, saj je bil njegov ded po očetovi strani pisatelj Arkadij Gajdar, priznani ruski pisec otroških zgodb, po materini strani pa pisatelj Pavel Bažov, ki je bil znan po tem, da je zbiral, urejal in objavljal ruske pravljice, poleg tega pa je napisal tudi vrsto razprav o ruski revoluciji in državljanski vojni. Jegor Gajdar je bil poročen dvakrat. Njegova prva žena je bila Irina Smirnova. Njegova hči iz prvega zakona, Marija Gajdar, je politično aktivna in je ena od vodij ruske demokratične opozicije. Od leta 2009 je Marija Gajdar podpredsednica v okrožju Kirov. V času, ko je bil predavatelj na Univerzi Aljaske, pa se je Gajdar poročil z Marijo Strugacki, hčerko ruskega pisatelja znanstvene fantastike Arkadija Strugackega.

## Kariera
Jegor Gajdar je diplomiral z odliko na moskovski državni univerzi, točneje na Ekonomski fakulteti leta 1978. Po opravljeni diplomi je deloval kot raziskovalec na več raziskovalnih inštitutih. Bil je dolgoletni član Komunistične partije Sovjetske zveze in urednik ideološkega časopisa Komunist, ki ga je izdajal Centralni komite Komunistične partije Sovjetske zveze. V času Perestrojke se je pridružil Borisu Jelcinu. Leta 1991 je izstopil iz Komunistične partije in prevzel vidnejšo vlogo v kabinetu vlade Borisa Jelcina. Gajdar je bil prvi podpredsednik ruske vlade in ekonomski minister od leta 1991 do 1992 ter minister za finance od februarja do aprila leta 1992.
V vladi je Gajdar zagovarjal reformo ruskega gospodarstva v smeri svobodne trgovine z metodo šoka. Njegova najbolj razvpita poteza je bila odprava državne regulacije cen, kar je v Rusiji nemudoma povzročilo porast cen in posledično tudi do uradno spremembo iz državnega v tržno gospodarstvo v Rusiji. Prav tako je pretrgal z dolgoletno tradicijo dobavljanja materiala in hrane vojski po nižjih cenah ter dajanja državnih subvencij neposredno ruski industriji. Med glavne dosežke njegove reforme vsekakor sodi to, da mu je v znatni meri uspelo zmanjšati državni deficit. 
V času predsednika Borisa Jelcina je bil Jegor Gajdar imenovan za vršilca dolžnosti predsednika vlada od 15. junija do 14. decembra 1992, ko ruski kongres ljudskih poslancev, ki Jelcinu ni bil naklonjen, ni hotel potrditi Gajdarja za predsednika vlade, in je bil zato namesto njega, kot kompromisna rešitev, kasneje izvoljen Viktor Černomirdin. Kljub temu je Jegor Gajdar z vlado še naprej sodeloval kot politični svetovalec.
18. septembra 1993 je bil ponovno imenovan za prvega podpredsednika v vladi Černomirdina, in sicer kot nekakšna kazen za opozicijo. Igral je aktivno vlogo v času ruske ustavne krize leta 1993: 3. oktobra tega leta je državna televizija v živo prenašala njegov govor, v katerem je pozval Moskovčane, naj aktivno pomagajo pri obrambi Jelcinovega režima. Ob volitvah v Dumo leta 1993, neposredno po ustavni krizi, je bil Gajdar vodja pro-aktivnega gibanja z imenom Ruska izbira. V javnosti je bil prepoznan kot potencialen bodoči mandatar. A ker je bilo gibanje na volitvah neuspešno, so vse njegove želje o vstopu v vlado, kaj šele o tem, da bi postal ministrski predsednik, izpuhtele, zato je kot vodja gibanja kmalu za tem, točneje 20. januarja 1994, odstopil. 
V času Natovega bombardiranja Jugoslavije leta 1999 je bil Gajdar skupaj z Borisom Nemcovom in Borisom Fjodorovom v Beogradu na posredniški misiji.

### EKONOMSKE IN GOSPODARSKE REFORME
Jegor Gajdar je bil pogosto kritiziran zaradi svojega brezobzirnega uvajanja gospodarskih in ekonomskih reform leta 1992, ker se zunanjemu opazovalcu zdi, da se pri tem ni prav veliko oziral na to, kakšne družbene in socialne učinke bodo takšne radikalni posegi v gospodarstvo imeli. Mnoge od Gajdarjevih reform so neposredno povzročile velik upad življenjskega standarda. Milijoni Rusov so bili dobesedno pahnjeni v revščino, ker so se njihovi prihranki razblinili dobesedno čez noč zaradi učinka hiperinflacije. Privatizacija in razbitje državne lastnine nekdanje Sovjetske zveze, pri kateri je Gajdar v veliki meri sodeloval, je povzročila, da je na koncu reformističnih naporov ogromno bogastvo bivše Sovjetske zveze pristalo v rokah majhne skupine vplivnih poslovnežev, tako imenovanih ruskih oligarhov. V času, ko sta v javnosti do ruskih oligarhov rasla tako prezir kot tudi sovraštvo, saj so se hkrati z njihovim vzponom povečale tudi ekonomske razlike in družbeno nezadovoljstvo, je bil Gajdar v očeh mnogih Rusov prepoznan kot eden izmed najbolj odgovornih akterjev za nastalo situacijo.
Eden izmed najbolj odkritih kritikov Gajdarjeve ekonomske politike je bil ekonomist, član stranke Jablonko in bivši predsednik ruske vlade Grigorij Javlinski, ki je leta 1990 predlagal 500-dneven postopen program prehoda celotne USSR v tržni model gospodarstva. Sprva je bil njegov predlog sicer sprejet, kasneje pa ga je vlada Nikolaja Rižkova enostavno zavrnila. Javlinski je opozarjal na razlike med njegovim programom reform in tistim, ki ga je predlagal Gajdar, kot je na primer postopnost uveljavljanja privatizacije in liberalizacije cen ter uporabo njegovega programa v celotni Sovjetski zvezi, a na koncu so prevladali Gajdarjevi ekonomski (in politični) argumenti.
Čeprav Gajdarjevi privrženci priznavajo, da je bilo v zvezi z reformami storjenih veliko napak, pa hkrati branijo Gajdarja, češ da ni imel veliko možnosti, če je hotel deželo rešiti pred bankrotom in lakoto. Po mnenju BBC-jevega novinarja Andreja Ostalskega »sta bili na voljo le dve rešitvi; bodisi vpeljava vojnega stanja hkrati s strogo racionalizacijo, bodisi radikalna liberalizacija ekonomije. Prva rešitev bi pomenila zgolj nadaljevanje tistega, kar je začel že Stalin s svojim sistemom množične represije. Druga pa je predstavljala kolosalno spremembo oziroma potovanje – ali z drugimi besedami tekmo – skozi neraziskane vode z nepredvidljivim izkupičkom.«

## Bolezen in domnevna zastrupitev
28. novembra 2006 so Jegorja Gajdarja našli nezavestnega v grofiji Kildare na Irskem, kjer je predstavljal svojo najnovejšo knjigo Lasting Time: Russia in the World. Odpeljan je bil v dublinsko bolnišnico, kjer pa so zdravniki ugotovili, da njegovo zdravje ni resno ogroženo. 6. decembra 2006 je v nekem članku, objavljenem v angleškem in ruskem jeziku, Gajdar trdil, da so ga zastrupili sovražniki ruske oblasti. Svojo trditev je ponovil tudi v BBC-jevi oddaji Hardtalk. Kasnejše medicinske razlage in laična ugibanja o vzrokih za nenaden izbruh bolezni so se gibale v smeri predrtja želodčnega čira.

## Smrt in odzivi nanjo
Jegor Gajdar je umrl v starosti 53 let v rajonu Odincov, Moskovska oblast, Rusija. Gajdarjev pomočnik Valerij Natarov je kasneje pričal, da je Gajdar umrl nepričakovano, medtem ko je pisal knjigo za otroke. Umrl je za posledicami pljučnega edema, ki je nastopil zaradi srčne kapi. Zapustil je ženo, tri sinove in hčer.
Ob njegovi smrti so bile reakcije in spomini njegovih bivših kolegov nanj precej značilne. Nekdanji kolegi so v njem prepoznali človeka, ki je bil med povprečnimi Rusi, ki so v procesu ekonomske liberalizacije izgubili precejšnje, nekateri pa celo vse svoje premoženje, preziran, toda hkrati so Gajdarja (o)cenili tudi kot človeka, ki je bil v največji meri zaslužen, da se je Rusiji uspelo izognil še mnogo večji katastrofi. »Postavljen je bil pred alternativo: državljanska vojna ali boleče reforme,« je za radijsko postajo Eho Moskvi izjavil Boris Nemcov, nekdanji podpredsednik v vladi Borisa Jelcina. »Dal je svoje življenje, da je lahko preprečil državljansko vojno.«
Anatolij Čubajs, človek, ki je bil kot minister odgovoren za privatizacijo v zgodnjih devetdesetih letih, in ki je bil po lastnih besedah njegov prijatelj, je Gajdarja z visokoletečimi besedami označil za »odrešitelja« Rusije. »Rusija je imela veliko srečo, da je imela v enem od svojih najtežjih trenutkov v zgodovini ob sebi Jegorja Gajdarja. V začetku devetdesetih je deželo odrešil lakote, državljanske vojne in razpada,« je Čubajs zapisal na svojem blogu. »Le malo ljudi v zgodovini Rusije in v svetovni zgodovini se lahko z njim primerja po moči intelekta, jasnega razumevanja preteklosti, sedanjosti in prihodnosti, in pripravljenostjo, da sprejmejo skrajno težke, a neizogibne odločitve,« je še zapisal Čubajs.
Nekdanji namestnik ruskega ministra za gorivo in energijo, Mihail Hodorkovski in Platon Lebedev sta Jegorju Gajdarju izrazila spoštovanje z naslednjimi besedami: »Položil je temelje naše ekonomije.«
Takratni ruski predsednik Dimitrij Medvedjev je prav tako izrazil sožalje Gajdarjevi družini in njegovim bližnjim prijateljem. Medvedjev je Gajdarja označil za »drznega, poštenega in odločnega« ekonomista, ki je bil »deležen spoštovanja tako pri svojih podpornikih, kakor tudi pri svojih nasprotnikih.« Gajdar je bil pogumen, pošten in neomajen človek, ki je »prevzel odgovornost za nepopularne, a nujne ukrepe v času radikalnih sprememb« je še dodal Medvedjev.
»Gajdarjeva smrt je huda izguba za Rusijo,« je izjavil ruski premier Vladimir Putin. »Izgubili smo resničnega državljana in domoljuba, osebo močnega duha, nadarjenega znanstvenika, pisatelja in strokovnjaka ... Ni se izogibal odgovornosti in 'je sprejemal udarce' tudi v najbolj kritičnih situacijah s častjo in pogumom,« je še izjavil.
Sožalnim izjavam ob Gajdarjevi smrti se je pridružila tudi Bela hiša. Čeprav protislovna, je Gajdarjeva zapuščina vendarle ustvarila temelje za dinamično tržno gospodarstvo in ji je usojeno, da kot taka živi dalje, je dejal tiskovni predstavnik ameriškega Odbora za nacionalno varnost Mike Hammer. Gajdarja je opisal kot vrhunskega intelektualca, resničnega ruskega domoljuba in za vodilen um, ki je poganjal ruske politične in ekonomske reforme zadnjih dveh desetletij.

## Akademske funkcije

### Profesionalne funkcije
- Direktor Inštituta za ekonomijo in tranzicijo
- Podpredsednik Internacionalne demokratične zveze (Konservativna internacionala)
- Član odbora 'Srečanj Arrabida' (Portugalska)
- Član sveta Baltskih korporacij, ki deluje pod okriljem švedskega premiera
- Član uredniškega odbora časopisa Vestnik Evropi (Moskva)
- Član svetovalnega odbora Acta Oeconomica (Madžarska)
- Član svetovalnega odbora fundacije CASE (Varšava)
- Član mednarodnega svetovalnega odbora moskovske šole managementa SKOLKOVO (Moskva)

### Častne funkcije
- Častni profesor, Univerza Kalifornije, Berkeley
- Terry Sanford Distinguished Lecturer, Univerza Duke
- Častni profesor, Nacionalna upravna akademija
- Častni direktor, Medregionalna upravna akademija

## Izbrana bibliografija
- Collaps of an Empire: Lessons for Modern Europe, Brookings Institution Press (17. oktober 2007); prevedeno v slovenščino kot Propad imperija : učne ure za sodobno Rusijo, Didakta, 2013 (COBISS)
- Russian Reform / International Money (Lionel Robbins Lectures) v soavtorstvu s Karlom Ottom Pöhlom (6. julij 1995)
- Days of Defeat and Victory (Jackson School Publications in International Studies) by E. T. Gaidar, Yegor Gaidar, Michael McFaul, and Jane Ann Miller (december 1999)
- State and Evolution: Russia's Search for a Free Market by E.T. Gaidar, Yegor Gaidar, and Jane Ann Miller (avgust 2003)
- The Economics of Russian Transition by Yegor Gaidar (15. avgust 2002)
- Ten Years of Russian Economic Reform by Sergei Vasiliev and Yegor Gaidar (25. marec 1999)